# Museo de Fotografía de la UCR/California
El Museo de Fotografía de la UCR/California (en idioma inglés, UCR/California Museum of Photography) es un museo y espacio para el estudio de la fotografía fundado en 1976 que depende del Departamento de Historia del Arte de la Universidad de California en Riverside en el estado de California, en los Estados Unidos. Dispone de una interesante colección de fotografías estereoscópicas y de la mayor muestra de materiales sobre fotografía en el Medio Oeste de Estados Unidos.
Pertenece a un departamento de la Facultad de Artes, Humanidades y Ciencias Sociales (UCR College of Humanities, Arts, and Social Sciences). 
Su colección permanente incluye cuatro importantes colecciones: la «colección Bingham de tecnología» (Bingham Technology Collection), la «colección fotográfica de la Universidad» (University Print Collection), la «biblioteca UCR/CMP» (UCR/CMP Study Center Library) y la «colección digital» (Digital Virtual Collection).
- La «colección Bingham de tecnología» incluye más de diez mil cámaras fotográficas antiguas y se considera una de las tres mayores colecciones junto a la de George Eastman House y del Instituto Smithsoniano. Se inició en 1973 con la donación que hizo Robert Bingham de dos mil cámaras.
- La «colección fotográfica de la Universidad» se inició en 1979 cuando se realizó la compra de una colección de fotografías de grandes maestros a la asociación de Amigos de la Fotografía (The Friends of Photography). La colección supera las 20.000 obras fotográficas de más de mil fotógrafos con unos 7.000 negativos de Ansel Adams. También dispone de un importante número de fotografías de pioneros en forma de daguerrotipos, calotipos, ambrotipos y ferrotipos desde 1840. Además, la colección incluye la denominada Keystone-Mast, dedicada a la fotografía estereoscópica, con más de 250.000 negativos y más de 100.000 copias en papel.
- La «biblioteca UCR/CMP» dispone de un amplio fondo de ediciones de libros y manuscritos sobre fotografía. Sirve como un espacio bien dotado para la investigación sobre fotografía.
- La «colección digital» es el contenido digitalizado que se ofrece de la colección de la UCR. Se ofrece en línea desde 1984 y dispone de más de 13.000 páginas con contenidos.